# 塞思·麦克布赖德
塞思·麦克布赖德（英語：Seth McBride，1983年2月26日—），美国男子轮椅橄榄球运动员。他曾代表美国参加2008年、2012年和2016年夏季残疾人奥林匹克运动会轮椅橄榄球比赛，获得一枚金牌、一枚银牌和一枚铜牌。